# جرمی بولاک
جرمی بولاک (انگلیسی: Jeremy Bulloch؛ زادهٔ ۱۶ فوریهٔ ۱۹۴۵ - درگذشته ۱۷ دسامبر ۲۰۲۰) هنرپیشه اهل انگلستان بود.
از فیلم‌ها یا برنامه‌های تلویزیونی که وی در آن نقش داشته‌است می‌توان به جنگ ستارگان قسمت سوم: انتقام سیت، امپراتوری ضربه می‌زند، بازگشت جدای، اختاپوسی، جاسوسی که دوستم داشت، فقط به خاطر چشمان تو، ماری، ملکه اسکاتلند، باکره و کولی، و کتاب کمیک: فیلم اشاره کرد.
وی در ۱۷ دسامبر ۲۰۲۰ به علت بیماری پارکینسون درگذشت.